# Diocesi di Celaya
La diocesi di Celaya (in latino: Dioecesis Celayensis) è una sede della Chiesa cattolica in Messico suffraganea dell'arcidiocesi di León. Nel 2023 contava 1.692.400 battezzati su 1.829.500 abitanti. È retta dal vescovo Víctor Alejandro Aguilar Ledesma.

## Territorio
La diocesi comprende 11 comuni nella parte centro-orientale dello stato messicano di Guanajuato: San Luis de la Paz, San Diego de la Unión, Allende, Dolores Hidalgo, Santa Cruz de Juventino Rosas, Comonfort, Villagrán, Celaya, Apaseo el Grande, Apaseo el Alto, Cortazar.
Sede vescovile è la città di Celaya, dove si trova la cattedrale della Purissima Concezione, nota con il nome di El Sagrario.
Il territorio si estende su una superficie di 8.768 km² ed è suddiviso in 85 parrocchie.

## Storia
La diocesi è stata eretta il 13 ottobre 1973 con la bolla Scribae illi di papa Paolo VI, ricavandone il territorio dalla diocesi di León (oggi arcidiocesi) e dall'arcidiocesi di Morelia.
Originariamente suffraganea dell'arcidiocesi di San Luis Potosí, il 25 novembre 2006 è entrata a far parte della provincia ecclesiastica di Bajío, come suffraganea dell'arcidiocesi di León.

## Cronotassi dei vescovi
Si omettono i periodi di sede vacante non superiori ai 2 anni o non storicamente accertati.
- Victorino Álvarez Tena † (14 febbraio 1974 - 4 novembre 1987 deceduto)
- Jesús Humberto Velázquez Garay † (28 aprile 1988 - 26 luglio 2003 dimesso)
- Lázaro Pérez Jiménez † (26 luglio 2003 - 25 ottobre 2009 deceduto)
- Benjamín Castillo Plascencia (29 aprile 2010 - 12 giugno 2021 ritirato)
- Víctor Alejandro Aguilar Ledesma, dal 12 giugno 2021

## Statistiche
La diocesi nel 2023 su una popolazione di 1.829.500 persone contava 1.692.400 battezzati, corrispondenti al 92,5% del totale.
| anno | popolazione | popolazione | popolazione | presbiteri | presbiteri | presbiteri | presbiteri                | diaconi | religiosi | religiosi | parrocchie |
| anno | battezzati  | totale      | %           | numero     | secolari   | regolari   | battezzati per presbitero | diaconi | uomini    | donne     | parrocchie |
| ---- | ----------- | ----------- | ----------- | ---------- | ---------- | ---------- | ------------------------- | ------- | --------- | --------- | ---------- |
| 1976 | 560.000     | 565.000     | 99,1        | 146        | 102        | 44         | 3.835                     |         | 57        | 453       | 30         |
| 1980 | 693.000     | 730.000     | 94,9        | 147        | 101        | 46         | 4.714                     |         | 56        | 453       | 48         |
| 1990 | 976.000     | 1.038.000   | 94,0        | 155        | 102        | 53         | 6.296                     |         | 71        | 440       | 52         |
| 1999 | 1.143.410   | 1.158.561   | 98,7        | 192        | 140        | 52         | 5.955                     |         | 69        | 485       | 61         |
| 2000 | 1.183.429   | 1.195.634   | 99,0        | 203        | 149        | 54         | 5.829                     |         | 68        | 552       | 62         |
| 2001 | 1.137.456   | 1.218.341   | 93,4        | 211        | 152        | 59         | 5.390                     |         | 79        | 527       | 62         |
| 2002 | 1.130.882   | 1.224.454   | 92,4        | 210        | 153        | 57         | 5.385                     | 1       | 125       | 541       | 62         |
| 2003 | 1.208.161   | 1.285.386   | 94,0        | 208        | 159        | 49         | 5.808                     | 1       | 116       | 538       | 63         |
| 2004 | 1.253.888   | 1.417.607   | 88,5        | 208        | 159        | 49         | 6.028                     |         | 107       | 557       | 63         |
| 2005 | 1.372.326   | 1.519.061   | 90,3        | 225        | 164        | 61         | 6.099                     | 3       | 111       | 542       | 64         |
| 2007 | 1.403.000   | 1.544.000   | 90,8        | 225        | 162        | 63         | 6.235                     |         | 92        | 528       | 65         |
| 2013 | 1.516.000   | 1.658.000   | 91,4        | 236        | 167        | 69         | 6.423                     |         | 83        | 377       | 70         |
| 2016 | 1.512.581   | 1.671.199   | 90,5        | 218        | 175        | 43         | 6.938                     |         | 68        | 388       | 75         |
| 2019 | 1.548.200   | 1.742.650   | 88,8        | 234        | 188        | 46         | 6.616                     |         | 74        | 366       | 79         |
| 2021 | 1.665.400   | 1.800.855   | 92,5        | 269        | 203        | 66         | 6.191                     |         | 97        | 348       | 83         |
| 2023 | 1.692.400   | 1.829.500   | 92,5        | 283        | 206        | 77         | 5.980                     | 1       | 101       | 309       | 85         |